# Río Verde, Chihuahua
Río Verde är en ort i Mexiko.   Den ligger i kommunen Guerrero och delstaten Chihuahua, i den nordvästra delen av landet, 1 300 km nordväst om huvudstaden Mexico City. Río Verde ligger 2 032 meter över havet och antalet invånare är 164.
Terrängen runt Río Verde är lite kuperad. Runt Río Verde är det mycket glesbefolkat, med 7 invånare per kvadratkilometer. Närmaste större samhälle är Arisiachi, 7,3 km norr om Río Verde. Omgivningarna runt Río Verde är i huvudsak ett öppet busklandskap.